# Berlikum
Berlikum (officieel, Fries: Berltsum, [’bɛltsm], Bildts: Belkum) is een dorp in de gemeente Waadhoeke, in de Nederlandse provincie Friesland. Berlikum ligt tussen Minnertsga en Leeuwarden. Langs het dorp lopen het Berlikumerwijd en de Berlikumervaart. Ten zuiden van Berlikum ligt langs de N383 een kassengebied.
In 2023 telde Berlikum 2.685 inwoners. Tussen Ried en Berlikum ligt de buurtschap Klooster Anjum met dezelfde postcode als Berlikum.

## Geschiedenis
De plaats is ontstaan als terpdorp aan de monding van de Riedstroom, destijds een slenk van de Middelzee, en is later samengevoegd met de voormalige buurtschap Tutgum. Bij Berlikum lag indertijd (839) Villa Cammingehunderi.
In de negentiende eeuw lag Berlikum aan de tramlijn Leeuwarden - Sint Jacobiparochie met een tramstation van de NTM
Berlikum ligt in een akkerbouwgebied en was in de Planologische kernbeslissing (PKB) en de Vijfde Nota Openbare Ruimte aangewezen als concentratielocatie voor glastuinbouw. Eind 2004 besloot de Raad voor het Landelijk Gebied echter dat extra financiële steun van de rijksoverheid niet nodig was, en dat de glastuinbouw moest worden geconcentreerd in de "greenports" Westland, Oostland, Aalsmeer en omstreken, en Venlo. Sinds het besluit om bij Berlikum glastuinbouw te concentreren is er ruim 60 ha ontstaan.

## Toponymie
De schrijfwijze van Berlikum is in loop der eeuwen meer dan tien keer gewijzigd. Volgens Karel F. Gildemacher zijn de volgende schrijfwijzen bekend: Berlichem anno 1355, Berlekom 1376, Barlechem 1399, Berlikim, Berltjem 1470, Berltzum 1511, Berlekum, Berlicum, Belkum (stadsfries/Bildts) 1664 - 1787 en Belsum (landfries) 1700.
In de negentiende eeuw kreeg de plaatsnaam de Nederlandse voorkeurspelling Berlikum, respectievelijk het Friese Berltsum. Vermoed wordt dat de naam is afgeleid van de familienaam Berlinga (dat wellicht afgeleid is van persoonsnaam Berilo = kleine beer) en van heem. Het noordoostelijke deel van het huidige Berlikum werd Tutengem genoemd. Die naam zou afgeleid zijn van de naam Tutinga (volk) en heem. Dat zou later verbasterd zijn tot Uitgang of Uitgong, omdat er een sluis (ziel) lag die toegang gaf tot de Middelzee. De oudste vermelding van Uitgong stamt anno 606.

## Twaalfde Friese stad?
De Alkmaarse gemeentesecretaris Joost Cox stelde in 2005, dat Berlikum in de veertiende en vijftiende eeuw stedelijke kenmerken heeft gehad. Daarmee zouden er geen elf, maar twaalf steden in Friesland liggen. Volgens Cox heeft Berlikum in 1355 zichzelf stadsrechten toegekend, met medeweten van de raadslieden van Westergo, en werd de plaats in 1470 in een brief van de Duitse Hanzestad Lübeck een stad genoemd.
Zijn claim werd weersproken door historicus Hans Mol van de Fryske Akademy. Volgens Mol had Berlikum zich destijds niet tot stad weten te ontwikkelen doordat de plaats te dicht bij Leeuwarden lag.
Voor de route van de Elfstedentocht zou het geen verschil maken: de schaatstocht komt toch al door Berlikum.

## Kerken
De oudste kerk van Berlikum is de Koepelkerk, deze dateert uit 1779. De tweede kerk is de Kruiskerk, die uit 1966 werd gebouwd als vervanger van een gereformeerdekerk uit 1889. Verder is er nog de doopsgezinde kerk in het dorp aanwezig.

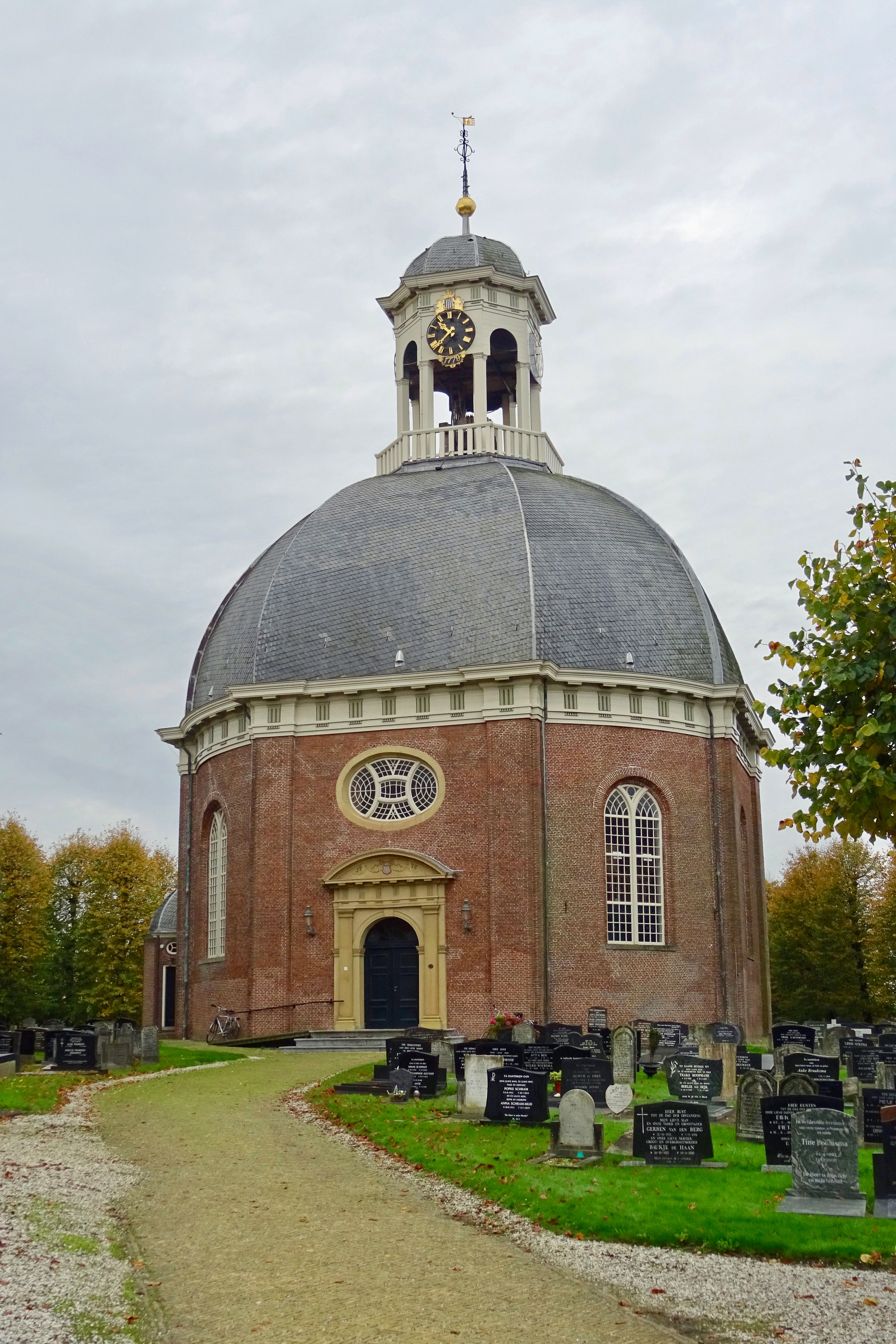
Koepelkerk
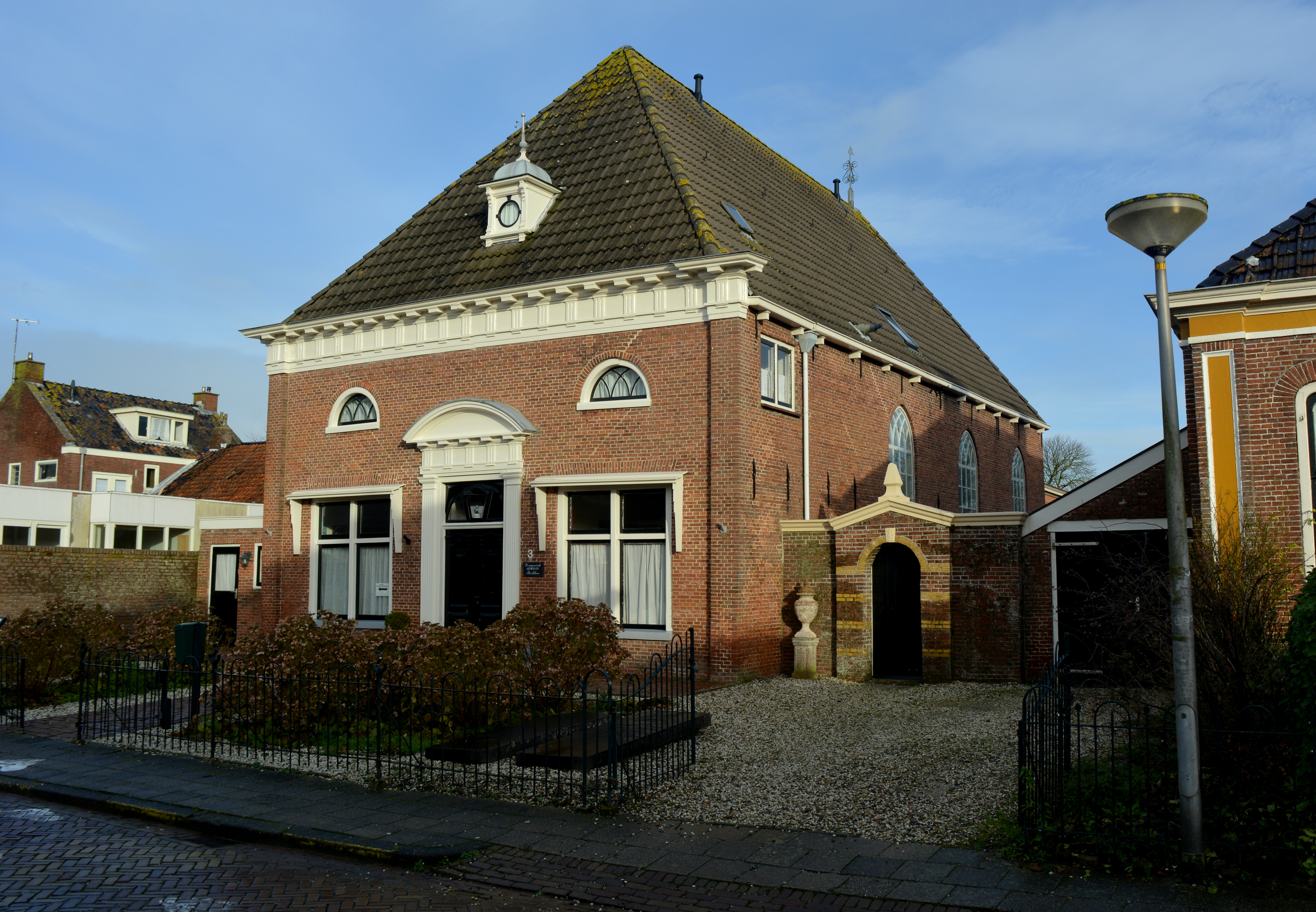
Doopsgezinde kerk

## Sport
In Berlikum zijn een flink aantal sportverenigingen. De belangrijkste zijn de Kaatsvereniging Berlikum, de voetbalvereniging SC Berlikum, Tennisvereniging en Jeu de Boulesvereniging De Vierslag, Gymnastiek Vereniging Berlikum en Volleybal Vereniging Berlikum.
Ieder jaar vindt de Nieuwjaarloop plaats in het dorp en sinds 2015 de Mudrun Berltsum.

## Cultuur

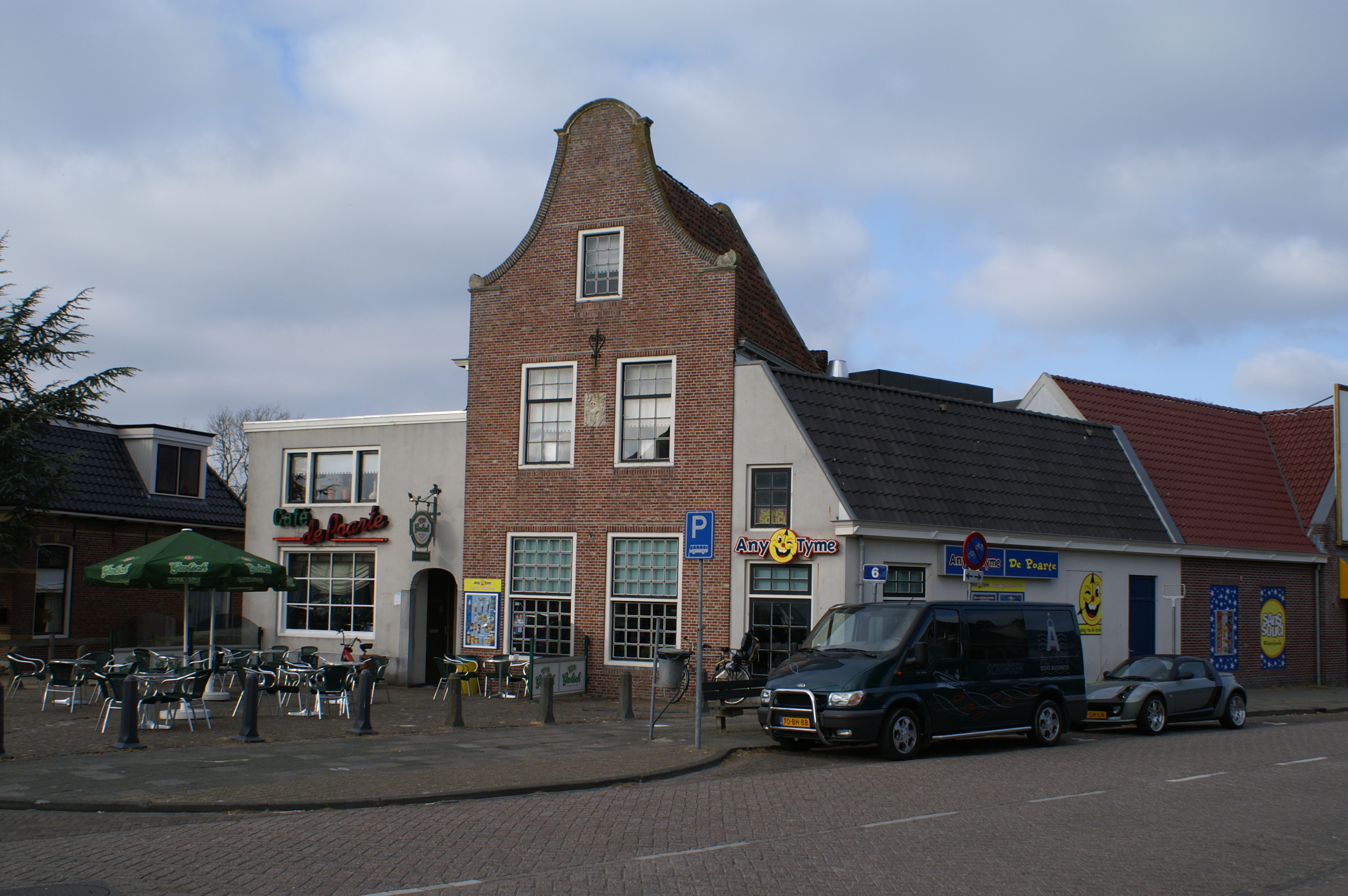
Hemmemastate

Het dorp heeft een dorpshuis, dat gepland staat te worden vervangen door een multifunctioneel centrum. Het dorp heeft verder een muziekvereniging OpMaat en de zangkoren Schola Cantorum Mistúra en Vrouwenkwartet Femm'tet.
In juli 2017 brandde de muziekschool van het dorp af.

## Onderwijs
Sinds 2013 zitten de twee basisscholen (De Fûgelsang en Lyts Libben) van het dorp in de Brede School De Foarútgong, samen met de kinderopvang en een kleine bibliotheek.

## Bekende personen
- Peter Stuyvesant (1611/1612–1672), Nederlands politicus
- Auke Adema (1907–1976), schaatser en tweemaal winnaar van de Elfstedentocht
- Klaas Jaspers van den Akker (1864–1943), boer, schrijver en bestuurslid van o.a. de Friese Maatschappij van Landbouw
- Henk Gemser (1940), langebaanschaatser en schaatscoach
- Feike van Tuinen (1961), componist, dirigent, hoornist en kunstschilder
- Grytsje Schaaf (1979), dichter
- Krijn Dijkstra (19??), zanger
- Jacob Dijkstra (19??), zanger